# 보르보네파르마 왕자 우고
보르보네파르마 왕자 우고(Prince Hugo de Bourbon de Parme, 1997년 1월 20일 ~ )는 네덜란드의 왕족으로 파르마 공작 카를로스 왕자의 사생아이다. 그는 네덜란드의 율리아나 여왕의 첫째 증손자이다. 혼외로 태어난 그는 2018년 네덜란드 국무원이 그의 손을 들어줄 때까지 아버지로부터 작위와 가족의 권리를 거부당했고, 카를로스 우고 로데리크 시브렌 드 부르봉 드 파르메의 작위와 작위를 받았다. 판결에도 불구하고, 그는 네덜란드 왕실의 일원도 아니고, 부르봉-파르마 왕가의 일원도 아니며, 소멸된 파르마 왕위 계승 서열도 아니고, 스페인 왕위 계승 서열도 아니다.